# Suha (Republika Serbska)
Suha (cyr. Суха) – wieś w Bośni i Hercegowinie, w Republice Serbskiej, w gminie Bratunac. W 2013 roku liczyła 371 mieszkańców.